# The Lying Game
The Lying Game je americký seriál, produkovaný společností Pratt Enterprises, Alloy Entertainment a Warner Horizon Television pro televizní stanici ABC Family. Seriál je založen na stejnojmenné knižní sérii od spisovatelky Sara Shepardové. Ta také napsala také sérii knih Pretty Little Liars a ABC Family vysílá seriál, který se v Česku vysílá pod jménem Prolhané krásky na Prima Love.

## Děj
Děj seriálu se zaměřuje na Emmu (Alexandra Chando), dívku, která vyrůstala v pěstounské péči. Emma později zjistí, že má identické dvojče Sutton, o kterém dosud nevěděla. Dívky byly rozděleny při porodu, Sutton byla adoptována bohatými rodiči a žije dokonalý život ve Phoenixu. Když se dívky najdou, Sutton přemluví Emmu, aby se za ni na pár dní vydávala, a sama zatím hledá informace o jejich biologické matce v Los Angeles. Na začátku výměny je Emma šťastná, konečně má rodinu, kterou si vždy přála, ale brzy zjistí, že Sutton skrývá mnoho tajemství. Teď musí Emma pokračovat v předstírání, že je Sutton. Když si Sutton chce vzít svou identitu zpět, Emmina budoucnost je nejistá a jak dvojčata, s pomocí jejich nejbližších přátel, se prohrabávají tajemstvími lidí kolem nich.

## Obsazení
| Alexandra Chando    | Emma Paxton a Sutton Mercer  |
| Blair Redford       | Ethan Whitehorse             |
| Allie Gonino        | Laurel Mercer                |
| Andy Buckley        | Dr. Ted Mercer               |
| Helen Slater        | Kristin Mercer               |
| Alice Greczyn       | Madeline „Mads“ Rybak        |
| Christian Alexander | Thayer Rybak                 |
| Kirsten Prout       | BCharlotte „Char“ Chamberlin |
| Adrian Pasdar       | Alec Rybak                   |
| Tyler Christopher   | Dan Whitehorse               |
| Charisma Carpenter  | Annie Rebecca Sewell         |
| Ryan Rottman        | Jordan Lyle (2. řada)        |

## Řady a díly
| Řada | Díly | Premiéra v USA | Premiéra v USA  |
| Řada | Díly | První díl      | Poslední díl    |
| ---- | ---- | -------------- | --------------- |
| 1    | 20   | 15. srpna 2011 | 5. března 2012  |
| 2    | 10   | 8. ledna 2013  | 12. března 2013 |